# Одлив мозгова
Одлив мозгова је 	емиграција радно способних, високообразованих појединаца у потрази за боље плаћеним или послом под бољим условима, што узрокује да места из којих одлазе губе ове квалификоване људе, односно „мозгове“. Одлив мозгова карактеристичан је за земље у развоју.

## Врсте
- Организацијски: Одлазак талентованих, креативних и високо квалификованих радника из великих коропорација нпр. Јаху[1] или Мајкрософт.[2] Ово се дешава кад запослени примете да су управа и богатсво компаније нестабилни или неактивни, па самим тим нису у могућности да иду у корак са њиховим личним и професионалним амбицијама.
- Географски: одлазак високо образованих појединаца и факултетски образованих из свог места пребивања у метрополе.[3]
- Индустријски: Премештање радника традиционалних вештина и заната из једног индустријског сектора у други.[4]

Као што је случај и са осталим људским миграцијама, друштвено окружење се сматра кључним разлогом за ову смену људске популације. У земљама из којих се одлази мањак шанси, политичка нестабилност или угњетавање, економска депресија, опасност по здравље и слично, доприносе одливу мозгова, док земље домаћини обично нуде богате шансе, политичку стабилност и слободу, развијену економију и боље услове живота који привлаче таленте. На индивидуалном нивоу утицај породице (нпр. ближњи који живе у иностранству) као у професионалне склоности, амбиције у каријери и други мотивациони фактори могу бити узети у обзир.

## Порекло и употреба
Термин „одлив мозгова“ скован је од стране Краљевског друштва да опише емиграцију научника и технолога у Северну Америку из постратовске Европе. Други извор тврди да је овај термин првобитно коришћен у Великој Британији да опише прилив индијских научника и инжењера.
Добитак у мозговима јесте супротан феномен који се користи када постоји висок степен имиграције технолошко квалификованих особа. Постоје друге релевантне фразе као што су циркулација мозгова, трошење мозгова.
Циркулација мозгова се односи на одлазак младих на усавршавање у иностранство. Међутим уобичајено је да већина земаља у развоју, ипак, пати од одлива мозгова јер емигрирани интелектуалци одбијају да се врате. Неки мигранти се пак враћају у родну земљу или постају транснационални, са домовима у различитим државама.

## Подаци о одливу мозгова у Србији
Према подацима анкете за социолошка истраживања Филозофског факултета у Београду о карактеристикама миграција 1994. и 1999. године, у периоду деведесетих на дуже време, и вероватно трајно, иселило се 5% укупног становништва, што је више него у ранијим деценијама. Према подацима добијених анкетом ИСФФ изразиту већину (91%) чине особе млађег и средњег узраста (мање од 40 година) и то најчешће студенти и људи са високим образовањем. Према овом истраживању Србија је током 90-их изгубила знатан део своје најбоље потенцијалне радне снаге.
Ни после 2000. године, ситуација се није побољшала.
Према подацима Светског економског форума, Србија је по одливу мозгова на 68. од 175 места са индексом од 5.9 на скали од 0 (ниско) до 10 (високо). Просечан индекс за 2024. годину износи 4.98.